# Callisto McNulty
Callisto McNulty, née en 1990 à Paris, est une réalisatrice française.

## Biographie
Callisto McNulty étudie la sociologie de l'art et les études de genre à l'université de Goldsmiths, Londres. Son travail en tant que réalisatrice s'intéresse particulièrement aux archives visuelles et sonores.
Son dernier documentaire, Delphine et Carole, insoumuses, rend hommage à la collaboration et au combat féministe de Carole Roussopoulos et Delphine Seyrig.
Elle est la petite-fille de Carole Roussopoulos.
En 2020-2021, elles est pensionnaire de la Casa de Velázquez. 

## Réalisation
- 2017: Eric's Tape[5]
- 2019: Delphine et Carole, insoumuses[6]

## Prix et distinctions
Delphine et Carole, insoumuses a reçu cinq récompenses dont le grand prix du Festival du film et forum international sur les droits humains de Genève ainsi que le prix public du meilleur long métrage documentaire au 41e Festival International de Films de Femmes de Créteil.